# Okrskový vikář

Heraldický znak okrskového vikáře nebo děkana

Okrskový vikář (latinsky vicarius foraneus v CIC nebo protopresbyter v CCEO) je římskokatolický kněz, který vede vikariát. Tato funkce není výkonná, jen usnadňuje vzájemnou komunikaci mezi farnostmi ve vikariátu a také mezi vikariátem a biskupstvím. Na Moravě a ve Slezsku tato funkce neexistuje, jejím ekvivalentem je děkan. Může se též nazývat arcikněz (latinsky archipresbyter) nebo i jinak.
Kodex kanonického práva z roku 1983 definuje okrskového vikáře kánony 553–555. Kodex kánonů východních církví o okrskovém vikáři mluví v kánonech 276–278.
Z hlediska státní správy v ČR může oblast působení okrskového vikáře rozsahem připomínat okres.